# Derby-ul Român
Derby-ul Român este o cursă de galop desfășurată anual în România, începând cu anul 1875. Atât în România, cât și în țările cu tradiție în cursele de cai, derby-ul (inaugurat în Anglia în mai 1780) este considerat cea mai importantă cursă de cai.

## Caracteristicile cursei
Derby-ul Român este o cursă ce se aleargă pe distanța de 2400 m și este destinată exclusiv cailor pursânge englez (Thoroughbred) de trei ani, născuți în România sau importați în anul nașterii. O altă regulă importantă este că iepele au o descărcare de 1,5-2,5 kg față de armăsari pentru a echilibra șansele în cursă, iar jocheii nu trebuie să cântărească mai mult de 58 kg.

## Istoricul cursei
Derby-ul este strâns legat de Jockey Club Român (fondat în ianuarie 1875), care a înființat și dezvoltat prestigioasa cursă. Primul Derby Român s-a desfășurat în iulie 1875 la București pe distanța de 2000 m și a fost câștigat de iapa Gizelda a lui Alexandru Balș. Între anii 1875 și 1885 Derby-ul s-a alergat pe distanța de 2000 m, între anii 1886 și 1895 pe distanța de 2200 m, iar începând cu anul 1896 s-a alergat pe distanța consacrată de 2400 m. Ultimul Derby Român din această serie clasică s-a alergat în 1960 la Hipodromul Băneasa, urmând ca la sfârșitul anului respectiv hipodromul să fie demolat. Derby-ul Român se desfășura în luna iunie, la sfârșitul lunii mai sau la începutul lunii iulie. Întotdeauna s-a alergat în ziua de duminică, pe iarbă (turf), pe suprafață plată și pe mâna stângă și, în fiecare an era cel mai așteptat și râvnit premiu de la Hipodromul Băneasa, participând chiar și peste 20.000 de spectatori.
Între 1961 și 2023, o singură dată s-a mai organizat de către Jockey Club Român alergarea Derby-ului, anume în august 2000, la Hipodromul Mangalia, pe o distanță de 2000 m, câștigătorul cursei fiind iapa Datina.
Din 2024 (după o încercare eșuată în 2023), Derby-ul se organizează anual la Hipodromul Ploiești.

### Proprietari, jochei și cai campioni notabili
Proprietarul care a câștigat cele mai multe Derby-uri a fost Alexandru Marghiloman, cunoscut drept „părintele hipismului românesc”. Alexandru Marghiloman a câștigat în timpul vieții de 25 de ori Derby-ul Român, iar după decesul său (10 mai 1925), un cal care se născuse cu puțin timp înainte ca el să moară a câștigat în 1928 ultimul Derby Român pentru Grajdul Marghiloman, al 26-lea. 
Alți mari proprietari câștigători ai Derby-ului Român au fost colonelul Constantin Blamberg, George Negropontes, Simon Schwartz, generalul George Moruzzi, Herghelia Regală Periș-Scroviștea, Emil Ottulescu, Herghelia Cislău.
Drept jochei s-au remarcat Aristide Cucu, Nicolae Ilinca, Vasile Huțuleag, Mihai Câmpeanu, Ștefan Botescu, Gogu Stoian. Ca antrenori, îi amintim pe Ion Pinka, Ion Gheorghe, Ștefan Ujvary, Nicolae Verone, Titi Cornea, Gheorghe Enescu.
Primul cal sur (gri) care a câștigat un Derby Român a fost Argeș, aparținând lui Alexandru Marghiloman, în 1901. Tot Alexandru Marghiloman a dat României cel mai bun cal de curse din istorie, pe Zori de Zi, câștigătorul Derby-ului Român din 1913 și al tuturor curselor în care a alergat.
În Derby-ul Român din anul 1934 s-a înregistrat primul „dead-heat”, câștigătorul acelei curse fiind ales la decizie. Dintre cei cinci comisari de sosire, trei l-au văzut câștigător pe Toiag al generalului G. Moruzzi.
Dintre cele 82 de ediții clasice, 64 au fost câștigate de armăsari și 18 de iepe (prima și ultima ediție au fost câștigate de iepe). Dintre cei 82 de cai câștigători ai Derby-ului, au fost 52 de murgi, 5 murgi închiși, 21 roibi, 3 suri și 1 negru.

## Caii câștigători
- 1875: Gizelda
- 1876: Cora
- 1877-8: fără curse
- 1879: Roland II
- 1880: Vesta
- 1881: Mars II
- 1882: Monarque
- 1883: Meteor
- 1884: Ouragan
- 1885: Prim
- 1886: Lord Byron
- 1887: Vijelia
- 1888: La Gondola
- 1889: Loteria
- 1890: Cartuș
- 1891: Saint-Cyrien
- 1892: Saint-Cyrien (a câștigat și la 4 ani)
- 1893: Partisan
- 1894: Darling
- 1895: Oltu
- 1896: Paradox
- 1897: Pajera
- 1898: Eole
- 1899: Melinigue
- 1900: Ardeal
- 1901: Argeș
- 1902: Cobzar
- 1903: Esquil
- 1904: Mărășești
- 1905: Stanca
- 1906: Tina
- 1907: Val Vârtej
- 1908: Whig
- 1909: La Caterina
- 1910: Vifor
- 1911: Freamăt
- 1912: Whisky
- 1913: Zori de Zi
- 1914: Fleac
- 1915: Frasin
- 1916: Dristor
- 1917-8: fără curse
- 1919: Fluieraș
- 1920: Roșcova
- 1921: Flașneta
- 1922: Ghici?
- 1923: Taifun
- 1924: Lefter
- 1925: Lulli
- 1926: Banu Mărăcine
- 1927: Maltezi II
- 1928: Ghiaur
- 1929: Satrap
- 1930: Coquin
- 1931: Bar Le Duc
- 1932: Leu
- 1933: Scârbă Mică
- 1934: Toiag
- 1935: Pipico
- 1936: Gorgos
- 1937: Bastard
- 1938: Oștean
- 1939: Halmei
- 1940: S.O.S.
- 1941: Boer Bibi
- 1942: Foișor
- 1943: Burgund
- 1944: Golf
- 1945: Motan
- 1946: Mosquito
- 1947: Fantastic
- 1948: Mușchetar
- 1949: Poezia
- 1950: Epigon
- 1951: Commandor
- 1952: Matador
- 1953: Sorin II
- 1954: Mac II
- 1955: Petrică
- 1956: Capra
- 1957: Pușa
- 1958: Gal
- 1959: Pardubice
- 1960: Palmira
- 1961-99: fără curse
- 2000: Datina
- 2001-23: fără curse
- 2024: Easy Sea[4]
- 2025: Hand of Eva[5]